# Catherine Keener
Catherine Ann Keener (Miami, 23 de março de 1959) é uma atriz estadunidense. Foi indicada ao Oscar de Melhor Atriz (coadjuvante/secundária) duas vezes, em 2000 por Quero Ser John Malkovich e em 2006 por Capote, onde interpretava a escritora Harper Lee.

## Biografia
Descendente de irlandeses e libaneses, Catherine Ann Keener, estreou em 1986 com o filme About Last Night, junto com Demi Moore e James Belushi (Jim Belushi). Ela, junto com Parker Posey, é uma das principais atrizes do cinema independente norte-americano. Catherine tem um filho - Clyde - nascido em Junho de 1999, do seu casamento com o também ator Dermot Mulroney - hoje eles estão separados.

## Carreira
Keener teve um papel secundário na série de televisão Ohara sobre um detetive asiático-americano. A série decorreu entre janeiro de 1987 e maio de 1988. Sua primeira aparição no cinema foi em About Last Night... em 1986. Keener conheceu seu futuro marido, o ator Dermot Mulroney em 1987, enquanto trabalhava em Survival Quest (1989)
Ela também estrelou em um episódio de Seinfeld chamado "The Letter". Keener ganhou seu primeiro papel de estreia em Johnny Suede com o então desconhecido Brad Pitt.Seu desempenho ganhou a aclamação crítica e rendeu a ela sua primeira indicação ao Independent Spirit Awards de melhor atriz.Ela passou a trabalhar com o diretor Tom Dicillo, mais uma vez, em Living in Oblivion (1995). Dois anos depois, ela foi novamente indicada para um Independent Spirit Awards por sua performance em Walking and Talking, um filme independente do gênero cult dirigido por Nicole Holofcener.
Em 2000, Keener ganhou sua primeira indicação ao Oscar de Melhor Atriz Coadjuvante pelo aclamado papel de Maxime Lund no filme Quero Ser John Malkovich, dirigido por Spike Jonze.Em 2001, trabalhou com a diretora Nicole Holofcener em Lovely and Amazing, conquistando uma terceira indicação ao Independent Spirit Awards.
Em 2005, ela estrelou filmes como The Interpreter, The Ballad of Jack and Rose, com Daniel Day-Lewis e interpretou o interesse amoroso de Steve Carell em The 40-Year-Old Virgin. O desempenho de Keener como a escritora Harper Lee em Capote (também em 2005) lhe rendeu diversos prêmios e nomeações, incluindo sua segunda nominação de Oscar de Melhor Atriz Coadjuvante.
Em 2007 apareceu em Into the Wild (filme), baseado no best-seller de Jon Krakauer de mesmo nome.Em 2008, seu filme An American Crime, a verdadeira história de Gertrude Baniszewski, uma mãe de meia-idade que torturou e matou Sylvia Likens em sua casa no estado da Indiana, foi exibido no canal Showtime rendendo a Keener indicações ao Emmy Awards de Melhor Atriz em uma série de TV Mini-Series ou Tele-filme.Em 2008, Keener retratou a esposa de Philip Seymour Hoffman, Adele, no filme de Charlie Kaufman intitulado Synecdoche, New York.
Keener estrelou a minissérie de seis episódios da HBO, Show Me a Hero, baseado no livro de não-ficção de 1999 do mesmo nome de Lisa Belkin.
Em 2021, Keener participou da minissérie de 8 episódios da Netflix, Vingança Sabor Cereja, baseado no livro de 1996 de Todd Grimson, como a personagem Boro.